# 1912 a filmművészetben

## Események
- Mack Sennett, aki korábban színészként és komédia rendezőként dolgozott D. W. Griffith-szel, új céget alapít egy New York-i vállalkozóval Adam Kessel-lel, amit Keystone Studios-nak neveznek el. Komédiákat forgalmaztak és többek között Charles Chaplinnel dolgoztak együtt.
- Megalapul a Universal Pictures nevű filmgyártó cég.
- Max Linder burleszkjeinek sorozata.
- július 26. – Az Edison Studios forgalomba hozza a What Happened to Mary? című filmüket, az első játékfilm-sorozatukat.
- október 31. – The Musketeers of Pig Alley, rendezte D. W. Griffith, az első gengszterfilm.
- október – megindul a Pesti Mozi című lap Korda Sándor szerkesztésében.
- december 21. – A londoni Covent Gardenben tartják az első filmbemutatót.

## Filmbemutatók
- Oliver Twist: az első amerikai egész estés nagyjátékfilm.
- Keystone Comedy
- Saved From the Titanic – rendező Étienne Arnaud
- In Nacht und Eis – rendező Mime Misu
- What Happened to Mary? – rendező Charles Brabin
- Prekrasznaja Ljukanida (A gyönyörű Ljukanida) – rendező Władysław Starewicz(wd)
- Les Amours de la reine Élisabeth (Erzsébet királynő) – rendező Henri Desfontaines és Louis Mercanton
- À la Conquète du Pôle (Az Északi-sark meghódítása) – rendező Georges Méliès

## Magyar filmek
- A 2000 éves férfi – rendező Fodor Aladár
- Aladár a tűzoltónapon – rendező Góth Sándor
- Az állatok barátja – rendező Góth Sándor
- Benjámin karrierje – rendező Góth Sándor
- Bernáték kikocsiznak – forgatókönyv Heltai Jenő
- A bűvös palack – rendező Góth Sándor
- Egy csók története – rendező Góth Sándor
- A gazdag ember kabátja – rendező Kovács K. Andor
- A halász leánya – rendező Góth Sándor
- Keserű szerelem avagy Hunyadi János – rendező Góth Sándor
- Ma és holnap – rendező Kertész Mihály
- Nővérek – rendező ifj. Uher Ödön
- A páter és a Péter – rendező Góth Sándor
- Tüzet kérek – rendező Fodor Aladár
- Az utolsó bohém – rendező Kertész Mihály
- A víg özvegy – rendező Góth Sándor

## Születések
- január 8. – José Ferrer, színész († 1992)
- február 4. – Macskássy Gyula filmrendező († 1971)
- február 10. – Mányai Lajos színész († 1964)
- február 19. – Saul Chaplin, zeneszerző († 1997)
- február 21. – Arline Judge, színésznő († 1974)
- február 23. – Ágay Irén, színésznő († 1950)
- február 26. – Dane Clark, színész († 1998)
- február 28. – Alfonzó, eredeti nevén Markos József színész, artista († 1987)
- március 22. – Karl Malden, színész († 2009)
- április 8. – Sonja Henie, színésznő († 1969)
- április 17. – Eggerth Márta, színésznő, énekesnő († 2013)
- április 18. – Wendy Barrie, színésznő († 1978)
- április 28. – Sindó Kaneto, japán rendező, forgatókönyvíró († 2012)
- május 9. – Pedro Armendáriz(wd), színész († 1963)
- május 13. – Várkonyi Zoltán, rendező, színész († 1979)
- május 18. – Perry Como, énekes, színész († 2001)
- május 23. – Marius Goring, színész († 1998)
- május 23. – John Payne (I), színész († 1989)
- május 29. – Iris Adrian, színésznő († 1994)
- május 30. – Hugh Griffith, színész († 1980)
- június 26. – Jay Silverheels, színész  († 1980)
- június 30. – Szőts István, rendező († 1998)
- július 4. – Viviane Romance, színésznő († 1991)
- július 22. – Muráti Lili, színésznő († 2003)
- augusztus 2. – Ann Dvorak, színésznő († 1979)
- augusztus 15. – Wendy Hiller, színésznő († 2003)
- augusztus 23. – Gene Kelly, színész († 1996)
- augusztus 29. – Barry Sullivan, színész († 1994)
- szeptember 5. – Kristina Söderbaum, színésznő († 2001)
- szeptember 21. – Chuck Jones, animátor († 2002)
- szeptember 23. – Martha Scott, színésznő († 2003)
- szeptember 29. – Michelangelo Antonioni filmrendező († 2007)
- október 31. – Dale Evans, színésznő († 2001)
- november 21. – Eleanor Powell, táncosnő, színésznő († 1982)
- november 24. – Garson Kanin, forgatókönyvíró († 1999)
- december 11. – Carlo Ponti, producer († 2007)

## Halálozások
- március 30. - Karl May, író, (Apache Gold)
- április 15. - Jacques Futrelle, író, (The Rivals Sherlock Holmes)
- április 20. - Bram Stoker, író, (Dracula)
- május 14. - August Strindberg, író, (Julie kisasszony)
- május 19. - Bolesław Prus, író, (Faraon)
- június 1. - Philip Parmalee, színész (a Mabel Normand az Egy csepp a felhők ); úttörő pilóta
- július 1. - Harriet Quimby, író, színésznő
- december 14. - Harry Cashman, színész és vígjáték producer